# Anelassorhynchus microrhynchus
Anelassorhynchus microrhynchus is een lepelworm uit de familie Thalassematidae.
De wetenschappelijke naam van de soort werd in 1919 gepubliceerd door Prashad.